# Listă de limbaje de programare după categorie
Această listă de limbaje de programare conține cele mai cunoscute limbaje de programare care există în prezent sau care au existat de la începutul erei calculatoarelor. Lista este sortată după categorii.
Există și alte liste, ordonate și după alte criterii, după cum urmează: 
- alfabetică
- cronologică
- după generație

## Analizoare lexicale
- GNU bison (FSF's version of Yacc)
- GNU Flex (FSF's version of Lex)
- Lex (Lexical analysis, from Bell Labs)
- M4
- yacc (yet another compiler compiler, from Bell Labs)
- javacc

## Limbaje cu acolade
Limbajele de programare cu acolade au o sintaxă ce folosește acolade (caracterele { și }) pentru a delimita blocurile de instrucțiuni. Toate aceste limbaje sunt descendente sau influențate din C.
- ABCL/c+
- C - dezvoltat în 1970 la Bell Labs
- C++
- C#
- Ch
- Cilk
- ChucK
- Coyote
- Cyclone
- D
- DINO
- E
- ECMAScript a.k.a. ActionScript, DMDScript, JavaScript, JScript
- Frink
- Java
- LPC
- Nemerle
- Perl
- PHP
- Pico
- Pike
- SuperCollider
- Shellurile Unix: AWK, C shell (csh)
- UnrealScript
- Yorick

## Limbaje de asamblare
Limbajele de asamblare corespund direct unui limbaj mașină (a se vedea mai jos), cu scopul de a permite instrucțiunilor cod-mașină să fie scrise într-o formă înțeleasă de către oameni. Limbajele de asamblare permit programatorilor să folosească adrese simbolice, care sunt apoi convertite în adrese absolute de către asamblor. Majoritatea asambloarelor permit de asemenea lucrul cu macroinstrucțiunii (macrouri) și constante simbolice.
- a56 (pentrr Motorola DSP56000 DSPs, seriile DSP56k)
- AKI (AvtoKod Ingenera, "autocodul inginerilor" pentru familia de calculatoare Minsk)
- ASCENT (ASsembler for CENTral Processor Unit of Control Data Corporation computer systems pre-COMPASS)
- ASEM-51
- ASPER (ASsembler for PERipheral Processor Units of Control Data Corporation computer systems pre-COMPASS)
- Assembler, pentru calculatoarele IBM System/360, System/370 etc.
- C-- (nume folosit de câteva limbaje care aduc limbajul C mai aproape de Asamblor)
- COMPASS (COMPrehensive ASSembler)
- Emu8086 (x86 asamblor și emulatorul microprocesorului Intel 8086)
- FAP (FORTRAN Assembly Program, pentru seriile IBM 709, 7090, 7094 mainframes)
- FASM (Flat Assembler; IA-32, IA-64)
- GAS (GNU Assembler)
- HLA (High Level Assembler)
- HLASM (High Level Assembler, pentru mainframe-uri)
- Linoleum (pentru uzul cross-platform)
- MACRO-11 (pentru DEC PDP-11)
- MACRO-32 (pentru DEC VAX)
- MASM (Microsoft Macro Assembler)
- MI (Machine Interface, timp de compilare intermediate language)
- NASM (Netwide Assembler)
- PAL-III (pentru DEC PDP-8)
- RosASM (32 bit Assembler; Asamblor "de jos in sus")
- Sphinx C-- (combina comenzile din Assembly cu cele din structura limbajului C)
- SSK (Sistema Simvolicheskogo Kodirovaniya sau "System of symbolic coding") pentru familia de computere Minsk
- TASM (Asamblorul Turbo, Borland)

## Limbaje pentruComputer Aided Instruction(CAI)
Domeniul CAI oferă instruire computerizată pe cele mai diverse domenii, instruire bazată pe cursurile create de așa numiții autori CAI.
- Bigwig
- Coursewriter
- PILOT
- TUTOR

## Limbaje compilate
Aceste limbaje sunt procesate tipic de compilatoare, deși teoretic, orice limbaj poate fi compilat sau interpretat.
- Ada (multi-purpose language)
- ALGOL (un limbaj care n-a fost mult timp aplicat în practica dar a contat ca importanta teoretica.)
- SMALL Machine Algol Like Language
- BASIC (mai multe dialecte)
- C (un limbaj de programare foarte folosit)
- C++
- C# (compilat în limbajul intermediar bytecode)
- CLEO (Clear language for expressing orders) used the compiler for the British
- CLush (Lush)
- COBOL (limbaj pentru calcule economice)
- Lisp
- Corn
- D
- Fortran (primul limbaj de nivel în alt de  la IBM, John Backus et. co.)
- Haskell (limbajul functional de mare productivitate standardizat in 1998, proiect de domeniu public)
- Java (lansat de Sun Microsystems; compilat de obicei JVM bytecode, are si compilatoare native)
- Nemerle (compilat în  bytecode)
- Ocaml (limbaj functional folosit mult în Franta)
- Pascal (limbaj imperativ, structurat, de uz didactic)
- Prolog(limbaj pentru programarea logica)
- Scheme (un succesor al limbajului Lisp, actualmente înlocuit de Haskell)
- Standard ML (limbaj functional)
- Visual Basic (un limbaj Basic extins de Microsoft)
- Visual Foxpro
- Visual Prolog

## Limbaje concatenative
Concatenative languages express programs as the concatenation of smaller programs.
- Factor
- Forth
- Joy

## Limbaje de modelare
- Hartmann pipelines
- LabVIEW
- Max
- Prograph
- Pure data
- VEE
- VisSim

## Limbaje declarative
- ABSET
- Lustre
- MetaPost
- Prolog
- SQL
- XSL Transformations

## Limbaje de extensie
- AutoLISP (specific to AutoCAD)
- Guile
- Lua
- REXX
- TAGZ (specific to foobar2000 and Winamp)

## Limbaje funcționale
- APL
- Charity
- Clean (purely functional)
- CodeSimian programming language
- Curry
- Dylan
- Erlang
- F#
- Haskell (pur funcțional)
- J
- Joy
- Lisp
- Lush
- Maple
- Mathematica
- ML
- Nemerle
- Ocaml
- Opal
- OPS5
- Q
- REFAL
- Scheme
- Spreadsheets

## Limbaje de generația a patra
- ABAP
- ADMINS
- BuildProfessional
- CorVision
- GraphTalk de la CSC
- Focus
- GEMBASE
- Informix-4GL / Aubit-4GL
- LINC
- Oracle Express 4GL
- Revolution
- SAS
- Today
- Ubercode (VHLL, or very high level language)
- Visual DataFlex
- Visual Foxpro

## Limbaje interpretate
- APL
- AutoIt scripting language
- BASIC (some dialects)
- CodeSimian programming language
- Databus (later versions added optional compiling)
- Forth
- Frink
- J
- Lisp (early versions, pre-1962, and some experimental ones; production Lisp systems are compilers)
- Lush
- Pascal (early implementations)
- REXX
- VBScript
- Some scripting languages (below)

## Limbaje iterative
Limbaje care oferă generatori.
- Aldor
- Alphard
- CLU
- Icon
- IPL-v
- Lua
- Lush
- Python
- Sather

## Limbaje logice
- ALF
- Curry
- Janus
- Leda
- Oz
  - Mozart Programming System
- Prolog
  - Visual Prolog
  - Mercury
- ROOP

## Limbaje mașină
- ARM
- Intel 80x86
- Intel 8008/8080/8085
- MIPS R1000/R2000/R3000
- MOS Tech 6502
- Motorola 680x
- Motorola 680x0
- National 32032
- IBM POWER, PowerPC
- StrongARM
- Sun SPARC, UltraSPARC

## Limbaje cu macroinstrucțiuni (macrouri)
- C Preprocessor
- M4 (inițial de la compania AT&T; împachetat împreună cu Unix)
- PHP
- SMX
- Stage 2
- ActionScript
- DMDScript
- JavaScript
- JScript

## Limbaje multiparadigmă
- Ada
- ALF
- APL
- BETA
- C++
- ChucK
- Common Lisp

## Limbaje de analiză numerică
- Algae

## Limbaje bazate pe alte limbi decât limba engleză
- ARLOGO - Limba arabă
- Chinese BASIC - Limba chineză
- Fjölnir - Limba islandeză
- HPL - Limba ebraică
- Lexico - Limba spaniolă
- Rapira - Limba rusă
- var'aq - Limba Klingonă
- Turing- Limbaj de programare în Canada
- Chinese Python- Limba chineză
- Superlogo- Limba olandeză
- Teuton- Limba germană
- LSE- Limba franceză
- M2000- Limba greacă
- Bharat- Limba Hindi
- Setanta- Limba irlandeză
- Monicelli- Limba italiană
- Mind- Limba japoneză
- Changjo- Limba koreană
- Setonas- Limba lituaniană
- SAKO- Limba poloneză
- G-Portugol- Limba portugheză
- Ћ плус плус- Limba sârbă
- InformATE- Limba spaniolă
- Citrine, Catrobat-- limbaje de programare folosite pentru a codifica în orice limbă umană nativă

## Limbaje orientate pe aspect
- AspectJ
- CaesarJ
- CLOS
- Compose*
- JAsCo
- ObjectTeams

## Limbaje orientate spre date
- dBase
- M
- SQL
- Tutorial D
- Visual Foxpro
- Clarion

## Limbaje orientate pe obiecte
- Actor
- Ada 95 (multi-purpose language)
- BETA
- C++
- C#
- Chrome programming language
- ChucK
- Common Lisp
- Corn
- D
- Dylan
- ECMAScript a.k.a. ActionScript, DMDScript, JavaScript, JScript (originally from Sun and Netscape)
- Eiffel
- F-Script
- Fortran 2003
- Fortress
- J
- Java
- Lava
- Lua
- Modula-2
  - Modula-3
  - Objective Modula-2
- Nemerle
- NetRexx
- Oberon
- Object Pascal
- Object REXX
- Objective-C
- Objective Caml
- Oz
  - Mozart Programming System
- Perl 5
- PHP
- Pliant
- PowerBuilder
- Prograph
- Python
- Revolution
- Ruby
- Sather
- Simula
- Smalltalk
  - Bistro
  - F-Script
  - Little Smalltalk
  - Squeak
  - VisualAge
  - VisualWorks
- SuperCollider
- Ubercode
- VBScript
- Visual Basic
- Visual DataFlex
- Visual Foxpro
- Visual Prolog
- XOTcl

## Limbaje orientate pe prototip
- ABCL/1
- ABCL/R
- ABCL/R2
- ABCL/c plus
- ActionScript
- Agora
- Cecil
- CodeSimian programming language
- ECMAScript a.k.a. ActionScript, DMDScript, JavaScript, JScript (first named Mocha, then LiveScript)
- Io
- MOO
- NewtonScript
- Obliq
- REBOL
- Self
- Slate
- TADS

## Limbaje procedurale
- Ada
- ALGOL
  - SMALL Machine Algol Like Language
- BASIC
- C
- C++ (C with objects + much else)
- C# (from Microsoft, a next generation Java/C++ like language)
- ChucK (C/Java-like syntax, with new syntax elements for time and parallelism)
- ColdFusion
- COBOL
- Component Pascal (an Oberon-2 variant)
- D
- ECMAScript a.k.a. ActionScript, DMDScript, JavaScript, JScript
- Fortran (better modularity in later Standards)
  - F
- FPC Pascal (Pascal dialect)
- Java
- Modula-2 (fundamentally based on modules)
- Oberon and Oberon-2 (improved, smaller, faster, safer follow-ons for Modula-2)
- MATLAB
- M (more modular in its first release than a language of the time should have been; the standard has become still more modular since then)
- Nemerle
- Occam
- Pascal (successor to Algol60 and predecessor of Modula-2)
- Perl
- PL/C
- PL/I (large general purpose language, originally for IBM mainframes)
- Rapira
- Seed7
- VBScript
- Visual Basic
- Visual Foxpro

## Limbaje reflexive
- Aspect-oriented
- Befunge
- ChucK
- Curl
- CodeSimian programming language
- Dylan
- ECMAScript a.k.a. ActionScript, DMDScript, JavaScript, JScript
- Eiffel
- Forth
- Java
  - Java Virtual Machine
- Lisp
- Logo
- Lua
- Maude system
- .NET Common Language Runtime
- Oberon
- Objective-C
- Objective Modula-2
- Perl
- PHP
- Pico
- Pliant
- POP-11
- Poplog
- Prolog
- Python
- REBOL
- Ruby
- Scheme
- Self
- Smalltalk
  - Bistro
  - F-Script
  - Little Smalltalk
  - Squeak
  - VisualAge
  - VisualWorks
- Snobol
- Tcl
  - XOTcl

## Limbaje bazate pe reguli
- Clips
- Constraint Handling Rules
- Jess
- OPS5
- Prolog

## Limbaje de scripting
- AWK
- AppleScript
- BeanShell
- Ch (Embeddable C/C++ interpreter)
- CLIST
- ColdFusion
- ECMAScript a.k.a. ActionScript, DMDScript, JavaScript, JScript
- EXEC
- EXEC 2
- F-Script
- Frink
- Groovy
- ICI
- Io
- JASS
- Lua
- Mondrian
- Perl
- PHP (intended for Web servers)
- Python
- REXX
- Ruby
- Sed
- Tcl
- Revolution
- VBScript

## Limbajeshell
Limbajele de tip Command line interface (CLI) sunt de asemenea cunoscute si ca limbaje batch sau limbaje cu control de flux. Shell, termen englez care se utilizează așa cum e, însemană „scoică”. Exemple:
- bash (shell-ul "Bourne-Again" de la GNU/FSF)
- Ch (shell coompatibil C)
- CHAIN
- CLIST (MVS Command List)
- csh (shell asemanator limbajului C de la Bill Joy, Univ. Berkeley)
- DCL DIGITAL Command Language - limbaj standard CLI pentru VMS (DEC, Compaq, HP)
- DOS limbaj tip batch (limbaj standard CLI/batch pentru IBM PC rulând DR-DOS, MS-DOS sau PC-DOS, înainte de apariția lui Windows)
- EXEC
- EXEC 2
- JCL - Job Control Language, pentru comanda și controlul sarcinilor de executat (nu este un limbaj de programare propriu-zis)
- ksh (un alt shell standard de Unix, scris de David Korn)
- REXX
- sh (standardul shell al Unix, scris de Stephen Bourne)
- Winbatch (Limbaj batch Windows)
- Windows PowerShell (CLI bazat pe .NET de la Microsoft)
- zsh

## Limbaje specializate
- awk
- SQL

## Limbaje structurate ca date
- Limbaje bazate pe vectori
  - APL
  - J
- Limbaje bazate pe liste
  - Joy
  - Lisp
    - Arc
    - Dylan
    - CodeSimian programming language (similar to Lisp, but made with Java)
    - Scheme
    - Logo

  - Lush
  - Tcl
  - TRAC
- Limbaje bazate pe stivă
  - Forth
  - Poplog
  - PostScript
- Anumite limbaje de asamblare

## Limbaje pentru sisteme în timp real
- Argos
- Averest
- Esterel
- LEA
- Lustre
- Signal
- SyncCharts

## Limbaje vectoriale
Limbajele vectoriale generalizează operațiile pe scalari pentru a le aplica în mod „transparent” (identic sau aproape identic) vectorilor, matricelor și altor tabele multidimensionale.
- A+
- APL
- F
- FIShFISh
- Fortran 90 și versiunile ulterioare
- IDL
- J
- K
- MATLAB
- NESL
- Nial
- PDL
- ZPL

## Limbaje vizuale
- CODE
- Some Dataflow languages
- Fabrik
- Hyperpascal
- LabVIEW
- Lava
- Limnor
- Max
- Mindscript - software visualization and development environment, open source
- Pict
- Prograph
- Pure Data
- Quartz Composer
- Simulink
- Spreadsheets
- Subtext
- Tinkertoy
- VEE
- VisSim
- VVVV

## Limbaje Wirth
- Algol W
- Modula
- Modula-2
- Oberon
- Pascal

## Limbaje bazate pe XML
- ECMAScript E4X
- Jelly
- XPath
- XQuery
- XSLT